# Thrixspermum patens
Thrixspermum patens är en orkidéart som beskrevs av Johannes Jacobus Smith. Thrixspermum patens ingår i släktet Thrixspermum och familjen orkidéer.
Artens utbredningsområde är Java. Inga underarter finns listade i Catalogue of Life.